# سیاکا باگایوکو
سیاکا باگایوکو (انگلیسی: Siaka Bagayoko؛ زادهٔ ۴ ژوئیهٔ ۱۹۹۸) بازیکن فوتبال اهل مالی است.
وی همچنین در تیم‌های ملی فوتبال زیر ۱۷ سال مالی و مالی بازی کرده است.